# Tombeau tranchant
Pour les articles homonymes, voir Tranchant.
Le tombeau tranchant (en russe : Острая могила) de Louhansk est un monument soviétique aux morts commémoratif des combats de la guerre civile russe et de la victoire soviétique lors de la Seconde Guerre mondiale.
Durant la guerre civile russe, vers la fin avril 1919, les troupes du général Dénikine s'opposèrent à l'armée rouge près de Louhansk. Les habitants organisèrent une chaîne humaine, partant de la fabrique d'armement aux premières lignes du front, afin de faire parvenir plus rapidement les cartouches aux soldats rouges. Après la guerre civile russe, les autorités soviétiques récompensèrent la ville par la création du monument ; le monument est inscrit au Registre national des monuments d'Ukraine sous le numéro 44-101-9001. Le mémorial est placé à l'endroit exact où les combats furent les plus durs.

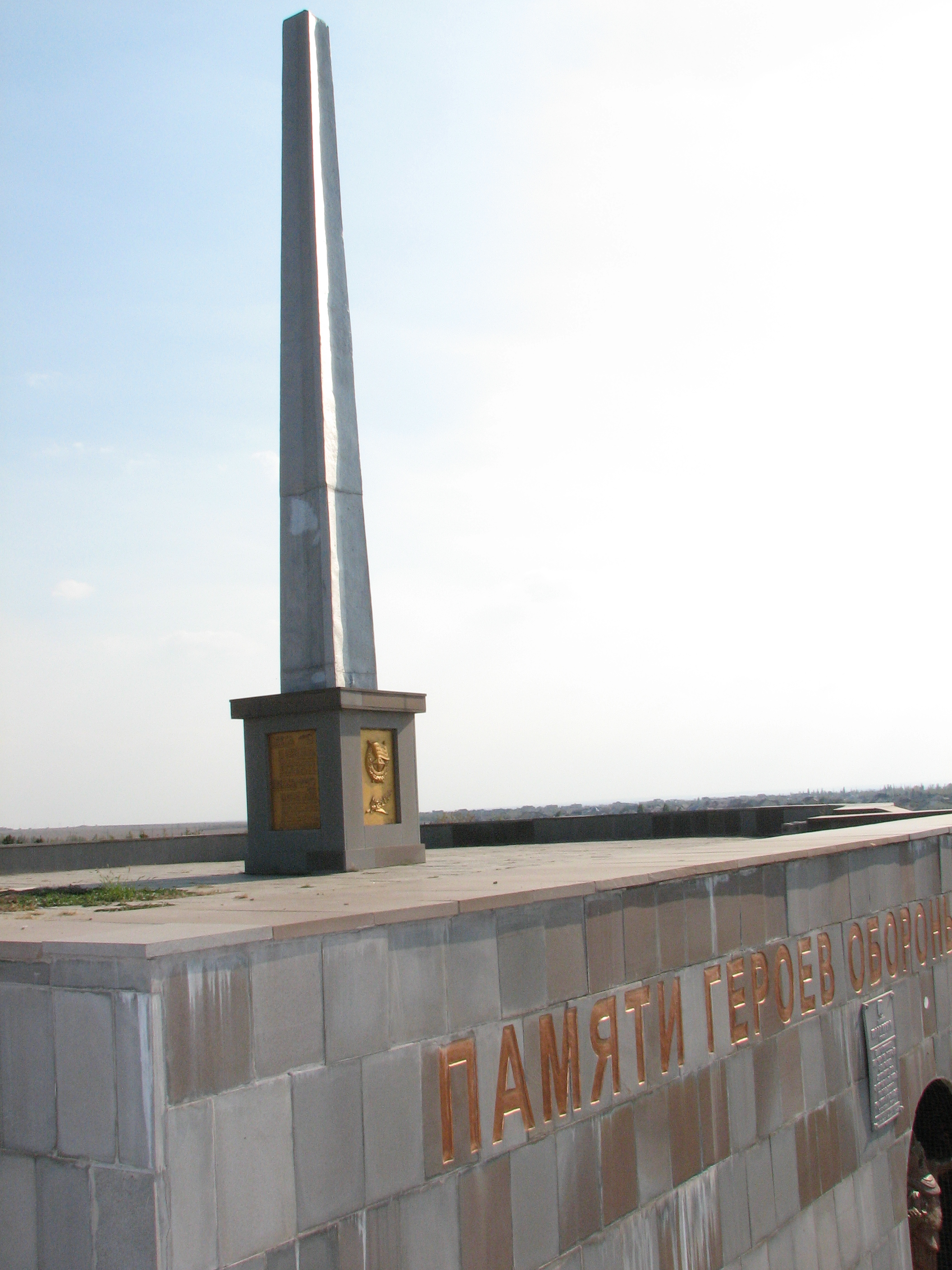
Mémorial aux résistant de 1919, classé n° 44-101-0084[2].
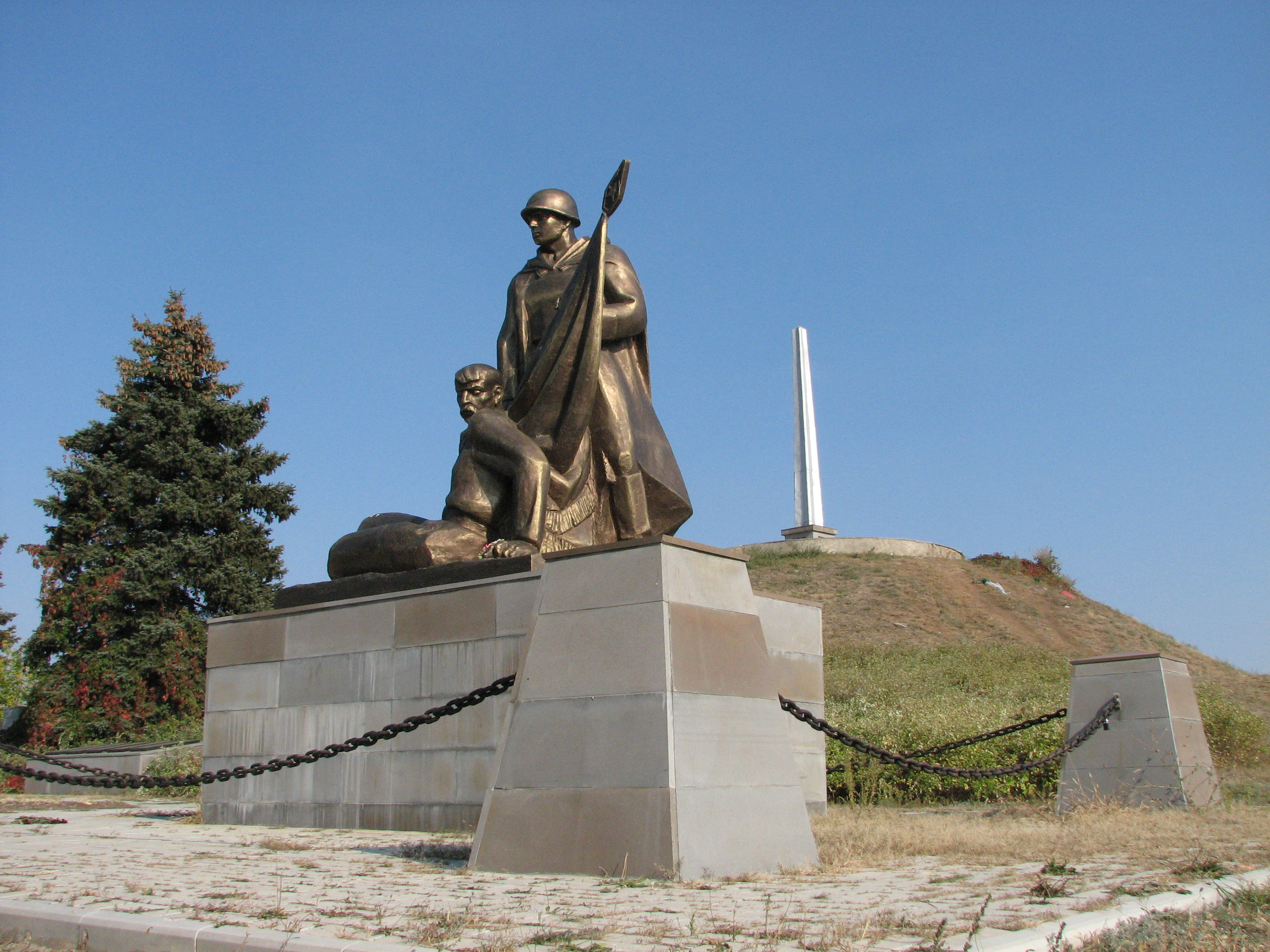
Aux soldats soviétiques, classé n° 44-101-0085[3].
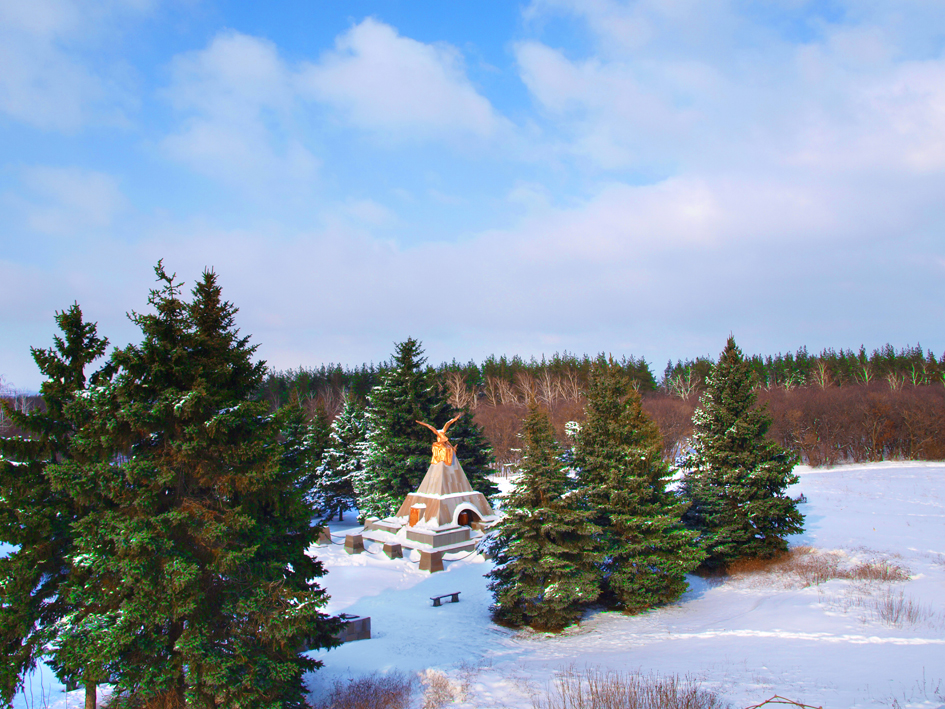
Le mémorial de côté.